# Llista de chasmata de Rea
En aquest article només es mostra els noms oficials aprovats per la Unió Astronòmica Internacional (UAI).
Aquesta és una llista de chasmata amb nom de Rea. Les chasmata de Rea porten els noms de personatges i llocs dels mites de la creació.
La latitud i la longitud es donen com a coordenades planetogràfiques amb longitud oest (+ Oest; 0-360).
| Chasma             | Coordenades                          | Diàmetre (km) | Epònim | Ref.  |
| ------------------ | ------------------------------------ | ------------- | --- | ----- |
| Avaiki Chasmata    | 25° N, 279° O / 25°N,279°O           | 580           | Inframón de la mitologia de les Illes Cook (Polinèsia), llar de la mare de Vatea, l'ancestre dels déus i dels humans.        | WGPSN |
| Galunlati Chasmata | 38° N, 290° O / 38°N,290°O           | 740           | Cúpula sobre el cel dels mites de Cherokee (USA), on vivia tot el que era viu abans de la creació de la Terra.               | WGPSN |
| Pulag Chasma       | 33° 00′ S, 266° 30′ O / 33°S,266.5°O | 190           | Muntanya de la mitologia Igorot (Illa de Luzon, Filipines), al cim de la qual es troba el palau del déu creador Lumawig.     | WGPSN |
| Vaupas Chasma      | 35° S, 260° O / 35°S,260°O           | 280           | Lloc mític del riu Cuebo (Columbia), on van néixer els Cuebo.                                                                | WGPSN |
| Yamsi Chasmata     | 28° 00′ S, 280° 30′ O / 28°S,280.5°O | 380           | Llar provisional del vent del nord al mite dels Klamath (USA), on el déu creador Kemush va dormir durant la creació del món. | WGPSN |